# Mormonia emilia
Mormonia emilia är en fjärilsart som beskrevs av H. Edwards 1881. Mormonia emilia ingår i släktet Mormonia och familjen nattflyn. Inga underarter finns listade i Catalogue of Life.